# 安成浚
安成浚（1991年9月16日—），韩国职业围棋九段棋手。2012年夺得韩国物价信息杯冠军。2014年7月韩国棋手等级分排名第十。
2015年连胜芮迺偉、李東勳、柁嘉熹和谢科，闯入第二届“MLILY梦百合杯”世界围棋公开赛四强。2017年胜范廷钰、黑嘉嘉、薛冠华和柯洁，进入第22届三星车险杯八强。